# گری دیمون
گری دیمون (انگلیسی: Grey Damon؛ زادهٔ ۲۴ سپتامبر ۱۹۸۷) هنرپیشه آمریکایی است. وی از سال ۲۰۰۹ میلادی تاکنون مشغول فعالیت بوده است.
از مجموعه‌های تلویزیونی که در آن به ایفای نقش پرداخته میتوان به آکواریوس اشاره کرد.